# Jean Pambrun
Pas d'image ? Cliquez ici

a Compétitions nationales et continentales officielles uniquement.

b Matchs officiels uniquement.
Jean Pambrun, né le 24 décembre 1929 à Mérilheu et mort le 18 juillet 2006 à Cabestany, est un joueur de rugby à XV et de rugby à XIII international français, évoluant au poste de deuxième ou troisième ligne. Il a notamment pris part à la finale de la Coupe du monde 1954 perdue contre l'Australie.

## Biographie
Après des débuts en rugby à XV à Tarbes puis la Rochelle, Jean Pambrun rejoint le rugby à XIII en évoluant à Marseille. Il est appelé à disputer la première édition de la Coupe du monde de rugby à XIII de 1954 qui se déroule en France. Il participe à toutes les rencontres de l'édition dont la finale contre l'Angleterre le 13 novembre 1954 au Parc des Princes à Paris devant 30 368 spectateurs mais ne peut empêcher l'Angleterre de soulever leur premier titre de Coupe du monde.

## Palmarès
- Collectif : 
  - Finaliste de la Coupe du monde : 1954 (Équipe de France).
  - Vainqueur du Championnat de France : 1957 (XIII Catalan).
  - Vainqueur de la Coupe de France : 1959 (XIII Catalan).
  - Finaliste du Championnat de France : 1952  et 1954 (Marseille).
  - Finaliste de la Coupe de France : 1955 (Marseille) et 1957 (XIII Catalan).

### En sélection
Neuf sélections entre 1953 et 1957.

#### Détails en sélection
| Matchs internationaux de Jean Pambrun | Matchs internationaux de Jean Pambrun | Matchs internationaux de Jean Pambrun | Matchs internationaux de Jean Pambrun | Matchs internationaux de Jean Pambrun | Matchs internationaux de Jean Pambrun | Matchs internationaux de Jean Pambrun | Matchs internationaux de Jean Pambrun | Matchs internationaux de Jean Pambrun | Matchs internationaux de Jean Pambrun | Matchs internationaux de Jean Pambrun | Matchs internationaux de Jean Pambrun |
|                                       | Date                                  | Adversaire                            | Résultat                              | Compétition                           | Poste                                 | Points                                | Essais                                | Pen.                                  | Drops                                 |                                       |                                       |
| ------------------------------------- | ------------------------------------- | ------------------------------------- | ------------------------------------- | ------------------------------------- | ------------------------------------- | ------------------------------------- | ------------------------------------- | ------------------------------------- | ------------------------------------- | ------------------------------------- | ------------------------------------- |
| sous les couleurs de la France        |                                       |                                       |                                       |                                       |                                       |                                       |                                       |                                       |                                       |                                       |                                       |
| 1.                                    | 7 novembre 1953                       | Angleterre                            | 5-7                                   | Coupe d'Europe                        | Deuxième ligne                        | -                                     | -                                     | -                                     | -                                     |                                       |                                       |
| 2.                                    | 13 décembre 1953                      | Pays de Galles                        | 23-22                                 | Coupe d'Europe                        | Deuxième ligne                        | -                                     | -                                     | -                                     | -                                     |                                       |                                       |
| 3.                                    | 9 janvier 1954                        | États-Unis                            | 31-0                                  | Test-match                            | Deuxième ligne                        | 3                                     | 1                                     | -                                     | -                                     |                                       |                                       |
| 4.                                    | 30 octobre 1954                       | Nouvelle-Zélande                      | 22-13                                 | Coupe du monde                        | Deuxième ligne                        | -                                     | -                                     | -                                     | -                                     |                                       |                                       |
| 5.                                    | 7 novembre 1954                       | Grande-Bretagne                       | 13-13                                 | Coupe du monde                        | Deuxième ligne                        | -                                     | -                                     | -                                     | -                                     |                                       |                                       |
| 6.                                    | 11 novembre 1954                      | Australie                             | 15-5                                  | Coupe du monde                        | Deuxième ligne                        | -                                     | -                                     | -                                     | -                                     |                                       |                                       |
| 7.                                    | 13 novembre 1954                      | Grande-Bretagne                       | 12-16                                 | Coupe du monde                        | Deuxième ligne                        | -                                     | -                                     | -                                     | -                                     |                                       |                                       |
| 8.                                    | 11 juin 1955                          | Australie                             | 8-20                                  | Tournée                               | Deuxième ligne                        | -                                     | -                                     | -                                     | -                                     |                                       |                                       |
| 9.                                    | 26 janvier 1957                       | Grande-Bretagne                       | 12-45                                 | Test-match                            | Deuxième ligne                        | -                                     | -                                     | -                                     | -                                     |                                       |                                       |